# Techentin
Techentin é um município da Alemanha localizado no distrito de Ludwigslust-Parchim, estado de Mecklemburgo-Pomerânia Ocidental.
Pertence ao Amt de Goldberg-Mildenitz.